# حسين المكيمي
الدكتور حسين زايد راشد المكيمي حارس مرمى كويتي دولي سابق في منتخب الكويت لكرة القدم،
أستاذ جامعي وعميد شؤن الطلبة في الهيئة العامة للتعليم التطبيقي والتدريب

،
كما يشغل منصب مدير عام اتحاد العاب غرب اسيا 
ومحاضر دولي في الإدارة والتنظيم لدى الاتحاد الدولي لكرة القدم الاتحاد الدولي لكرة القدم 
والد اللاعب فيصل حسين المكيمي حارس مرمى فريق نادي اليرموك (الكويت)

## مسيرته الرياضية
كانت بدايته مع نادي القادسية تحت 12 سنه 1978 عندما كان يسكن بمنطقة النقرة ولم يكمل انتظامه بالنادي ثم بعد ذلك انضم إلى نادي اليرموك تحت 17 سنة ثم الفريق الأول 1981 - 1995، وبعدها انتقل مرة أخرى إلى نادي القادسية الكويتي 1995 - 2000 وقد كان حارس مرمى منتخب الكويت لكرة القدم وتدرج في المنتخب في مراحله المختلفة (أشبال- ناشئين - شباب وأخيراً المنتخب الأول منذ 1984 إلى 1998 ، ثم اعتزل كرة القدم في عام 2000.

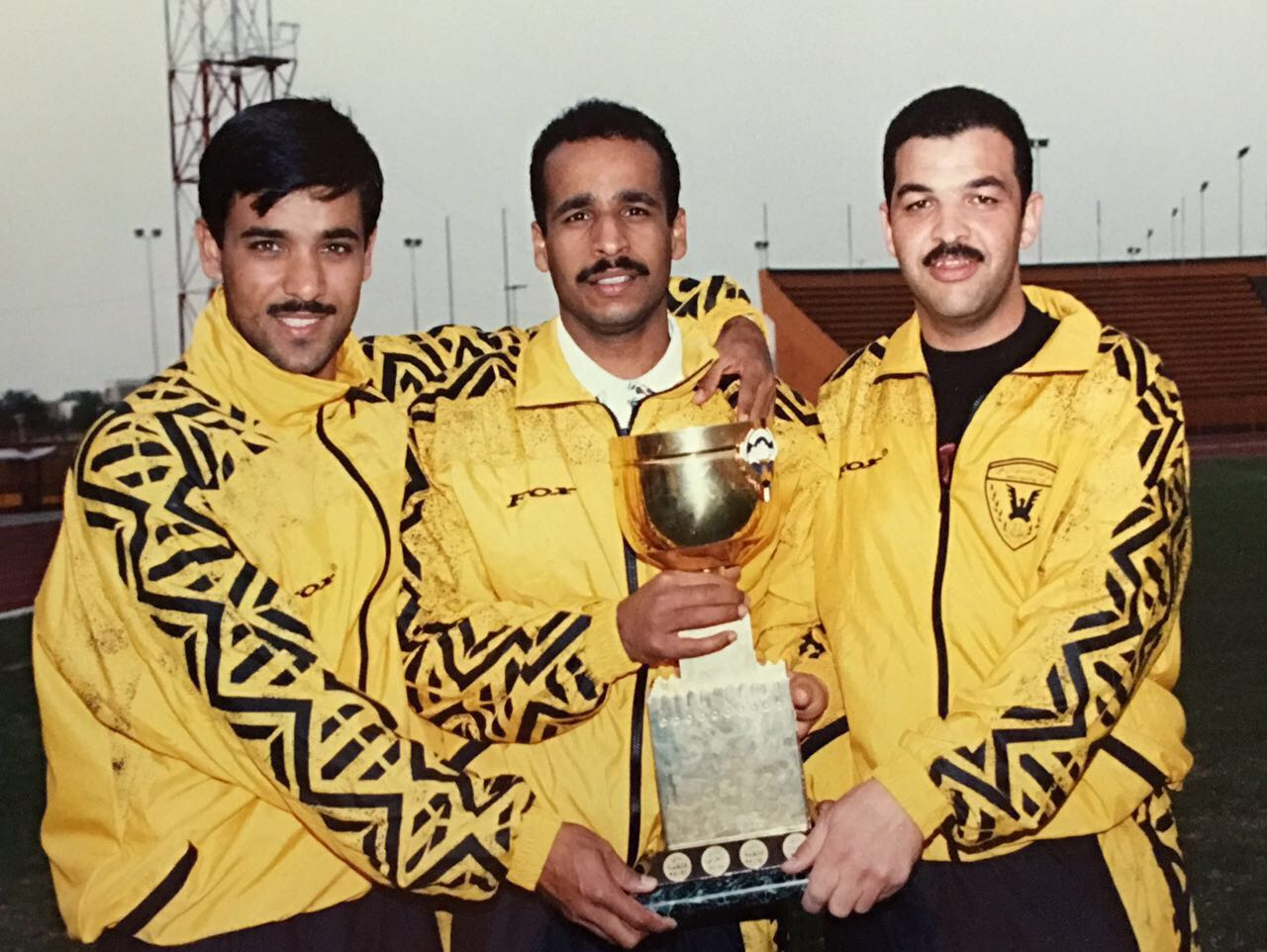
صوره تجمع حسين المكيمي مع حراس مرمى نادي القادسية فيصل الشعلان ود.محسن العنزي حاملين كاس ولي العهد

### التدريب
عمل الدكتور حسين المكيمي كمدرب لحراس المرمى:
1. مدرب حراس مرمى بنادي القادسية 2000.
2. مدرب حراس مرمى بنادي اليرموك 2005.
3. مدرب منتخب طلبة الهيئة العامة للتعليم التطبيقي والتدريب لكرة القدم 2006 إلى تاريخه.

### الشهادات التدريبية

#### من الاتحاد الكويتي لكرة القدم
1. شهادة (تدريب حراس المرمى الناشئين) يناير 1993.
2. شهادة (تدريب حراس المرمى) يناير 1994.

#### من مركز عبد الله السالم لإعداد القادة (الهيئة العامة للشباب والرياضة)
1. شهادة حضور (دورة في الاختبارات والمقاييس في مجال تدريب كرة القدم) سبتمبر 1995
2. شهادة حضور (دورة في اصابات الملاعب الشائعة في مجال كرة القدم) ديسمبر 1995
3. شهادة حضور (دورة التغذية وعلم النفس الرياضي) يناير 1995
4. شهادة حضور (دورة في الاختبارات والمقاييس في مجال كرة القدم) يناير 1996
5. شهادة حضور (الدورة التدريبية في التخطيط ووضع البرامج التدريبية في مجال كرة القدم) يناير 1996
6. شهادة حضور (دورة في الطب الرياضي) مارس1996
7. شهادة حضور (دورة في تدريب حراس المرمى) مارس 1997
8. شهادة حضور (دورة في تدريب حراس المرمى) يونيو 1999
9. شهادة اجتياز (دورة نحو بناء إستراتيجية معاصرة للرياضة الوطنية) ديسمبر 2005

#### من الاتحاد الآسيوي لكرة القدم
1. دورة اجازة التدريب فئة (ج) في كرة القدم ديسمبر 1998.
2. دورة اجازة التدريب فئة (ب) في كرة القدم نوفمبر2000.
3. دورة اجازة التدريب فئة (أ) في كرة القدم فبراير 2007.

#### من الاتحاد الدولي لكرة القدم
1. شهادة حضور في الدورة المتقدمة في الإدارة والتنظيم (FIFA) (كرة القدم) أكتوبر 2009، الكويت
2. شهادة حضور واجتياز دورة فوتوروIII لإعداد محاضرين دوليين بالإدارة والتنظيم (FIFA) مستوى أول، مايو2010، الكويت.
3. شهادة حضور في الدورة المتقدمة في الإدارة والتنظيم (FIFA) (كرة القدم) فبراير 2011، الكويت
4. شهادة حضور واجتياز دورة فوتوروIII لإعداد محاضرين دوليين بالإدارة والتنظيم (FIFA) مستوى ثاني، يوليو2011، الأردن.
5. شهادة مشاركة في الورشة الامنية للفيفا (FIFA) أبريل 2011، الكويت
6. شهادة حضور واجتياز دورة فوتوروIII لإعداد محاضرين دوليين بالإدارة والتنظيم (FIFA) مستوى ثالث، سبتمبر2012، لبنان.
7. شهادة تعيين كمحاضر اقليمي بالإدارة والتنظيم (FIFA)، سبتمبر2012، لبنان.

### عضوية المنظمات والهيئات
1. عضو في جمعية التربية الرياضية والترويح الأمريكية (AAHPERD)(AAPAR)
2. عضو في جمعية الرياضة للجميع العالمية (TAFISA)
3. عضو في جمعية الإدارة في المجال الرياضي الأمريكية ((NASSM
4. عضو في المجلس الدولي للصحة والتربية البدنية والترويح والرياضة والتعبير الحركي (ICHPER.SD)
5. عضو ونائب رئيس لجنة المدربين الوطنيين لكرة القدم مايو 2007 وما زال.
6. عضو ورئيس لجنة التسويق بالمؤتمر الدولي الأول للتربية البدنية والرياضة بدولة الكويت أبريل 2008.
7. محاضر معتمد لدي الاتحاد الكويتي لكرة القدم في الإدارة والاشراف الرياضي مايو 2010 ومازال.
8. عضو اللجنة العليا لوضع تصور عن تكوين لجنة استشارية من المختصين والأكاديميين لوضع دورات وبرامج للجنة التدريب واعداد القادة للشباب والرياضة بدول مجلس التعاون الخليجي-الهيئة العامة للشباب والرياضة –قرار رقم (303) لسنة 2011 لتاريخ 2011/5/5.
9. محاضر معتمد لدي الاتحاد القطري لكرة القدم في اعداد مدراء وإداريين فرق كرة القدم بالأندية القطرية فبراير 2012 ومازال.
10. عضو اللجنة لوضع المنهج العلمي للبرنامج التدريبي لمدراء ومشرفي الألعاب والفرق بالأندية والاتحادات الرياضية -الهيئة العامة للشباب والرياضة –قرار رقم (446) لسنة 2013 لتاريخ 2013/9/5.
11. عضو لجنة اعتماد النظام الأساسي لنادي القادسية الرياضي-الكويت-2013/11/7
12. نائب رئيس اللجنة العليا للدورة الرياضية لجامعات ومؤسسات التعليم العالي في دول مجلس التعاون لدول الخليج العربية أو البطولة الخليجية للجامعات 2017

## مسيرته الاكاديمية

### مؤهلاته العلمية
على المستوى العلمى حصل الدكتور حسين المكيمي على دكتوراه الفلسفة في التربية الرياضية عام 2005 جامعة منيسوتا (USA) والتخصص الدقيق (الإدارة في المجال الرياضي والترويحي) بتقدير امتياز.

وقام بالحصول على ماجستير في الترويح الرياضي عام 2003 – التخصص الدقيق (الإدارة في المجال لرياضي) جامعة منيسوتا (USA) بتقدير امتياز. 

كما حصل على درجة البكالوريوس في التربية البدنية والرياضة عام 1994 من قسم التربية البدنية والرياضة – كلية التربية الاساسية – بالهيئة العامة للتعليم التطبيقي والتدريب امتياز. 

قدم رسالة بحثية بعنوان:«العوامل المؤثرة بالمستوى الفني لفرق كرة القدم في دولة الكويت وأثرها على الحضور الجماهيري 2003» وحصل على دبلوم معهد المعلمين 1988 في التربية البدنية والرياضة.

### الإنتاج العلمي
قدم الدكتور حسين المكيمي العديد من الابحاث والاوراق البحثية التي تخدم المجال الرياضي والمجتمع عامة، كما قام بتاليف واصدار بعض الكتب في نفس المجال. فيما يلي قائمة بالابحاث والكتب التي قدمها:
1. ورقة بحث قدمت للمؤتمر الدولي للرياضة، تونس (كاف فبراير 2006) بعنوان تأثير الهيكل المؤسسي على العلاقة بين أداء فرق كرة القدم والحضور الجماهيري في كل من) الكويت، البحرين، قطر والأمارات).
2. بحث بعنوان «اتجاهات كبار السن نحو الترويح الرياضي بدولة الكويت 2008».
3. بحث بعنوان «تأثير استخدام بعض تدريبات الوسط المائي الترويحية على تطوير مستوى بعض القدرات البدنية والفسيولوجية الخاصة للاعبي المبارزة من الناشئين بدولة الكويت 2008».
4. بحث بعنوان «الكفايات المهنية لأخصائي الرياضة للجميع بمصر والكويت (دراسة مقارنة) 2008».
5. بحث بعنوان " القيم الخلقية لدى ممارسي النشاط الكشفي بجمهورية مصر العربية ودولة الكويت 2009 "دراسة مقارنة".

1. بحث بعنوان «تأثير برنامج مقترح باستخدام القصة الحركية كنشاط ترويحي على الإدراك الحس-حركي وبعض المهارات الحركية لمرحلة رياض الأطفال بدولة الكويت 2009».

1. بحث بعنوان «دراسة تحليلية لواقع الأنشطة الرياضية الترويحية لطلاب وطالبات معاهد وكليات الهيئة العامة للتعليم التطبيقي والتدريب 2009-2010».
2. بحث بعنوان «تطبيق الفجوة في قياس جودة الخدمة بالهيئة العامة لشباب والرياضة بدولة الكويت 2009».
3. بحث بعنوان«دراسات اتجاهات الفتاة الكويتية نحو اهمية الترويح الرياضي 2010»
4. بحث بعنوان«آليات تطبيق نظام دوري المحترفين لكرة القدم بدولة الكويت 2012»
5. كتاب في طور النشر بعنوان «مفاهيم وأسس أوقات الفراغ والترويح».
6. كتاب بعنوان فن إدارة فرق كرة القدم (اداريين – مدراء)2012.

### المحاضرات والدورات والندوات
1. محاضرة بعنوان كيفية استثمار اوقات الفراغ – ثانوية جليب الشيوخ للبنين-الكويت-أبريل 2007
2. محاضرة بعنوان سلوكيات اللاعب المثالي-نادي الفتاة-مركز عبد الله السالم لإعداد القادة -الهيئة العامة للشباب والرياضة-الكويت-يونيو 2007
3. محاضرة بعنوان أهمية اوقات الفراغ والترويح بالمدرسة وخارج المدرسة – مدرسة مهلهل محمد المضف المتوسطة للبنين-الكويت-نوفمبر2008
4. محاضرة بعنوان الترويح في النشاط الداخلي والخارجي – مدرسة ابن رشد الابتدائية للبنين-الكويت-ديسمبر2008
5. محاضرة بعنوان استغلال وقت الفراغ باليوم الدراسي – مدرسة ابن رشد الابتدائية للبنين-الكويت-نوفمبر2011
6. محاضرة بعنوان الترويح داخل وخارج المدرسة – مدرسة عقيل بن ابي طالب الابتدائية بنين-الكويت-يناير2012
7. محاضرة بعنوان الترويح المدرسي – مدرسة النبراس الابتدائية بنات-الكويت-ابريل2012
8. محاضرة بعنوان الترويح المدرسي – مدرسة أم سعد الانصارية المتوسطة بنات-الكويت-ديسمبر2012
9. دورات اداريين ومدراء فرق كرة القدم بالمستويات الثلاث -مركز عبد الله السالم لإعداد القادة -الهيئة العامة للشباب والرياضة-اشراف الاتحاد الكويتي لكرة القدم-الكويت (منذ 2008 وما زال)
10. دورة الاشراف الرياضي لمشرفي منتخبات الناشئين بدول مجلس التعاون الخليجي-البطولة الخليجية السابعة تحت 17 سنة لكرة القدم –الكويت-سبتمبر 2010
11. دورة الإدارة الرياضية لمدراء منتخبات الناشئين بدول مجلس التعاون الخليجي-البطولة الخليجية السابعة تحت 17 سنة لكرة القدم –الكويت-سبتمبر 2010
12. دورة الاعلام الرياضي لدول مجلس التعاون الخليجي-مركز عبد الله السالم لإعداد القادة -الهيئة العامة للشباب والرياضة-الكويت-ديسمبر 2010
13. دورة الإداريين للمنتخبات الخليجية مواليد 1993-البطولة الرابعة للمنتخبات الاولمبية الخليجية لكرة القدم –الدوحة-سبتمبر 2012
14. دورة المنسق الإعلامي على هامش بطولة غرب اسيا السابعة لكرة القدم-الكويت-ديسمبر 2012
15. دورات اداريين ومدراء فرق كرة القدم للمستوين الأول والثاني –اللجنة الفنية بالاتحاد القطري لكرة القدم-الدوحة (منذ 2013 وما زال)
16. ندوة بعنوان طرق تنظيم الساعة اليومية العطلة الأسبوعية وإيجاد عدد ساعات أوقات الفراغ في اليوم الواحد – مدرسة خالد المسعود الابتدائية للبنين-الكويت-أبريل 2014
17. ندوة بعنوان مستقبل الرياضة بالكويت –الاتحاد الكويتي لطلبة الكويت فرع المملكة المتحدة وايرلندا-مهرجان كما رسموا الماضي الجميل نرسم المستقبل-لندن-فبراير 2011

### عضوية اللجان العلمية
1. عضو فريق عمل الرياضة للجميع -الهيئة العامة للشباب والرياضة –قرار رقم (54) لسنة 2010 لتاريخ يناير 2010.
2. رئيس لجنة تقويم منهج التربية البدنية للصفوف (العاشر-الحادي عشر –الثاني عشر) -وزارة التربية قرار وزاري 2010/666 –ديسمبر 2010
3. عضو اللجنة العليا لوضع تصور عن تكوين لجنة استشارية من المختصين والأكاديميين لوضع دورات وبرامج للجنة التدريب واعداد القادة للشباب والرياضة بدول مجلس التعاون الخليجي-الهيئة العامة للشباب والرياضة –قرار رقم (303) لسنة 2011 لتاريخ 2011/5/5.
4. عضو اللجنة التنفيذية بالهيئة العامة للتعليم التطبيقي والتدريب 2015 وما زال.
5. عضو اللجنة العليا للقبول بالهيئة العامة للتعليم التطبيقي والتدريب 2015 وما زال.
6. رئيس لجنة النظام الطلابي بالهيئة العامة للتعليم التطبيقي والتدريب2015 وما زال.
7. رئيس لجنة الشئون الطلابية بالهيئة العامة للتعليم التطبيقي والتدريب2015 وما زال.